# Halecium tenellum
Halecium tenellum är en nässeldjursart som beskrevs av Walter Douglas Hincks 1861. Halecium tenellum ingår i släktet Halecium och familjen Haleciidae. Arten är reproducerande i Sverige. Inga underarter finns listade i Catalogue of Life.